# Borgonyà (Cornellà del Terri)
Borgonyà és una població situada dins el municipi de Cornellà del Terri de la comarca del Pla de l'Estany. És la segona població més gran del municipi amb 482 habitants. Està situada a la vora esquerra del Terri. Des d'antic s'ha aprofitat aquesta força hidràulica, primer per moure dos molins, i més tard una fàbrica de paper i una de teixits. El tercer diumenge de setembre se celebra la seva festa major.

## Història

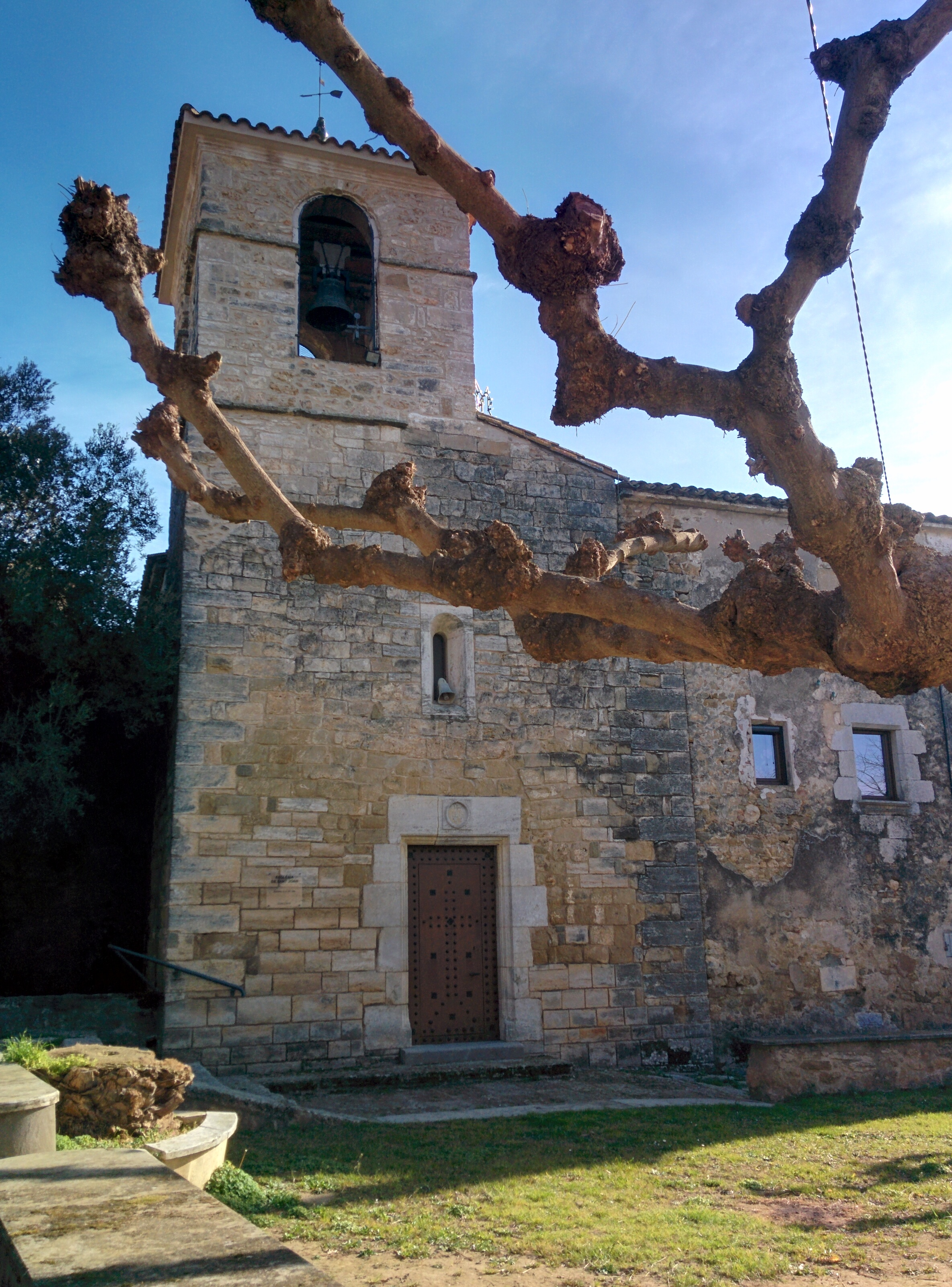
Església de Sant Joan Baptista de Borgonyà

L'origen del poble sembla trobar-se en una explotació agrària d'època romana: d'aquí ve que s'hi hagin trobat fragments de terrissa, d'àmfora, teules i la boca d'un “dolium”. Prop de l'església hi foren descobertes també unes quantes sepultures obertes a la roca, probablement de tipus alt medieval o fins i tot paleocristià.
Al llarg de l'edat mitjana la majoria de les terres i drets feudals del poble són de l'església, tant del Monestir de Sant Esteve de Banyoles com del Bisbe de Girona. Es té constància que el 1130 es donaren diversos vens d'aquesta parròquia a la canònica gironina. El juliol del 1142 Berta Joan, fill de Guillem de Cornellà, restitueix al bisbe de Girona, Berenguer de Llers, l'església parroquial amb els seus delmes i primícies que, segons diu el document, havia retingut injustament durant llarg temps.
Les notícies de l'època moderna fan referència a l'existència al llarg del segle xvi d'una indústria del coure anomenada la Farga d'Aram, i al segle xviii hi ha en funcionament un molí paperer. Encara que molts dels artesans paperaires es traslladen a viure a Banyoles al llarg d'aquest darrer segle, el tradicional arrelament d'aquest sector manufacturer es concreta al segle xix en la instal·lació d'una important indústria dedicada a la fabricació de paper, i més tard de teixits.

## Principals monuments
Destaquen dos construccions, l'església parroquial i la casa fortificada coneguda com la Bastida. L'església parroquial de Sant Joan és un edifici romànic d'una nau. Té una capella afegida amb un absis semicircular decorat amb arcuacions. La casa fortificada la Bastida disposa d'un pati interior i una cisterna amb un brocal de pedra. Una escala de pedra permet arribar al primer pis, on hi trobem l'antic oratori decorat amb pintures d'estil rococó.